# جورج كلاين (مخترع)
جورج كلاين هو مخترِع كندي، ولد في 15 أغسطس 1904 في هاميلتون في كندا، وتوفي في 4 نوفمبر 1992 في أوتاوا في كندا.